# Isachne mysorensis
Isachne mysorensis är en gräsart som beskrevs av Sundararagh. Isachne mysorensis ingår i släktet Isachne och familjen gräs. Inga underarter finns listade i Catalogue of Life.